# Lo mejor de José Luis Perales
Lo mejor de José Luis Perales es el nombre de un álbum recopilatorio del cantautor español José Luis Perales. Fue publicado en 1986 por la discográfica española Hispavox (completamente absorbida por EMI).

## Listado de canciones

### Disco de vinilo
| Lado A |                           |          |  |
| N.º    | Título                    | Duración |  |
| 1.     | «Me llamas»               |          |  |
| 2.     | «Qusiera decir tu nombre» |          |  |
| 3.     | «Y te vas»                |          |  |
| 4.     | «Celos de mi guitarra»    |          |  |
| 5.     | «Cosas de Doña Asunción»  |          |  |
| 6.     | «Podré olvidar»           |          |  |
| 7.     | «El amor»                 |          |  |

| Lado B |                              |          |  |
| N.º    | Título                       | Duración |  |
| 1.     | «Soledades»                  |          |  |
| 2.     | «Si...»                      |          |  |
| 3.     | «Compraré»                   |          |  |
| 4.     | «Así te quiero yo»           |          |  |
| 5.     | «Canción para la Navidad»    |          |  |
| 6.     | «¿Y cómo es él?»             |          |  |
| 7.     | «Un velero llamado libertad» |          |  |

### Casete
| Lado A |                            |          |  |
| N.º    | Título                     | Duración |  |
| 1.     | «Me llamas»                |          |  |
| 2.     | «Quisiera decir tu nombre» |          |  |
| 3.     | «Y te vas»                 |          |  |
| 4.     | «Celos de mi guitarra»     |          |  |
| 5.     | «Cosas de Doña Asunción»   |          |  |
| 6.     | «Podré olvidar»            |          |  |
| 7.     | «El amor»                  |          |  |

| Lado B |                              |          |  |
| N.º    | Título                       | Duración |  |
| 1.     | «Soledades»                  |          |  |
| 2.     | «Si...»                      |          |  |
| 3.     | «Compraré»                   |          |  |
| 4.     | «Así te quiero yo»           |          |  |
| 5.     | «Canción para la Navidad»    |          |  |
| 6.     | «¿Y cómo es él?»             |          |  |
| 7.     | «Un velero llamado Libertad» |          |  |

### CD
|       |                             |          |  |  |  |  |  |  |  |  |
| N.º   | Título                      | Duración |  |  |  |  |  |  |  |  |
| 1.    | «Me llamas»                 | 4:35     |  |  |  |  |  |  |  |  |
| 2.    | «Quisiera decir tu nombre»  | 4:34     |  |  |  |  |  |  |  |  |
| 3.    | «Y te vas»                  | 4:39     |  |  |  |  |  |  |  |  |
| 4.    | «Celos de mi guitarra»      | 2:53     |  |  |  |  |  |  |  |  |
| 5.    | «Cosas de Doña Asunción»    | 2:53     |  |  |  |  |  |  |  |  |
| 6.    | «Podré olvidar»             | 4:32     |  |  |  |  |  |  |  |  |
| 7.    | «El amor»                   | 4:13     |  |  |  |  |  |  |  |  |
| 8.    | «Soledades»                 | 3:45     |  |  |  |  |  |  |  |  |
| 9.    | «Si...»                     | 3:36     |  |  |  |  |  |  |  |  |
| 10.   | «Compraré»                  | 3:15     |  |  |  |  |  |  |  |  |
| 11.   | «Así te quiero yo»          | 4:12     |  |  |  |  |  |  |  |  |
| 12.   | «Canción para la Navidad»   | 3:15     |  |  |  |  |  |  |  |  |
| 13.   | «¿Y cómo es él?»            | 4:06     |  |  |  |  |  |  |  |  |
| 14.   | «Te quiero»                 | 3:47     |  |  |  |  |  |  |  |  |
| 15.   | «Un velor llamado libertad» | 3:40     |  |  |  |  |  |  |  |  |
| 57:55 |                             |          |  |  |  |  |  |  |  |  |